# Elieser ben Jakob der Ältere
R. Elieser ben Jakob der Ältere (auch: Eliezer ben Jakob d. Ä.) war ein Tannaite der ersten Generation im ersten nachchristlichen Jahrhundert. Er gehörte vermutlich zur schammaitischen Schule und überlieferte vor allem Traditionen über den Tempel. Auf ihn wird die Tempelschilderung in Middot (II. 5, 6; V.,4) zurückgeführt.
Seine Lehre wird als wenig umfangreich, aber halachisch zuverlässig angesehen: Seine Mischna füllt zwar nur ein Kaw [Hohlmass] ist aber rein (bab. Jebamot 49b).